# La Rivera
La Rivera ist eine Ortschaft im Departamento Oruro im Hochland des südamerikanischen Anden-Staates Bolivien.

## Lage im Nahraum
La Rivera ist Verwaltungssitz der Provinz Puerto de Mejillones und zentraler Ort des Municipios La Rivera. La Rivera liegt an der Mündung des Río Mocomocone in den Oberlauf des Río Sabaya am Fuß eines einhundert Meter hohen Umlaufberges, 40 Kilometer nordwestlich des Salzsees Salar de Coipasa.

## Geographie
Das Klima in der Region ist semiarid und weist eine Feuchtezeit im Sommer auf, der Jahresniederschlag liegt bei 400–500 mm. Die Jahresdurchschnittstemperatur liegt bei 8 °C ohne wesentliche Schwankungen im Jahresverlauf, aber mit starken Tagesschwankungen der Temperatur und häufigem Frostwechsel.
Die Vegetation in der Region entspricht der semiariden Puna. Sie ist baumlos und setzt sich vor allem aus Dornsträuchern, Gräsern, Sukkulenten und Polsterpflanzen zusammen. Sie wird wirtschaftlich als Lama-, Alpaka- und Schafweide genutzt.

## Verkehrsnetz
La Rivera liegt 221 Straßenkilometer entfernt von Oruro, der Hauptstadt des gleichnamigen Departamentos.
Von Oruro aus führt die Nationalstraße Ruta 12 über 189 Kilometer in südwestlicher Richtung über Ancaravi und Huachacalla bis Sabaya und weiter nach Pisiga an der chilenischen Grenze. In Sabaya zweigt eine unbefestigte Landstraße nach Westen ab und führt weitere 32 Kilometer entlang des Río Sabaya bis La Rivera und von dort weiter nach Carangas.

## Bevölkerung
Die Einwohnerzahl der Ortschaft ist in den vergangenen beiden Jahrzehnten auf fast das Doppelte angestiegen:
| Jahr | Einwohner | Quelle       |
| ---- | --------- | ------------ |
| 1992 | 106       | Volkszählung |
| 2001 | 200       | Volkszählung |
| 2012 | 189       | Volkszählung |
| 2024 |           | Volkszählung |

Die Region weist einen hohen Anteil an Aymara-Bevölkerung auf, im Municipio La Rivera sprechen 62,3 Prozent der Bevölkerung Aymara.